# Mercedes-Benz O309
Mercedes-Benz O309/Angkor Minibus — автобус особливо малого класу, призначений для перевезення пасажирів на міських комерційних маршрутах. Автобуси Mercedes-Benz O309 збираються відразу на двох заводах — Iran Khodro та Mercedes-Benz. Перший Mercedes-Benz O309 виробництва Iran Khodro зійшов з конвеєра у 1967 році, і є похідною моделлю від широко поширеної Mercedes-Benz T2. У його основі лежить шасі Mercedes-Benz T2, а дизайн кузова — розробка іранських конструкторів.

## Історія
Виробництво автобуса Mercedes-Benz O309 стартувало в 1967 році. Прототипом був узятий Mercedes-Benz T2. У 1981 році модель O309 пройшла фейсліфтінг, найбільш помітною відмінністю стала нова решітка радіатора, яка тепер являла собою лиття з чорного пластику. Виробництво було завершено в 1992 році, тоді як модель T2 була знята з виробництва в 1996 році. На зміну прийшла модель Mercedes-Benz Vario.

## Особливість
Автобус Mercedes-Benz O309 за всю історію виробництва комплектувався агрегатами і кузовами Mercedes-Benz T2 першого покоління. Міські автобуси мають дві двері, тоді як приміські та міжміські автобуси мають одну вхідні двері. Двері можуть бути механічними орними або автоматичними висувними. Додатково може бути присутнім задня аварійна двері.

## Галерея

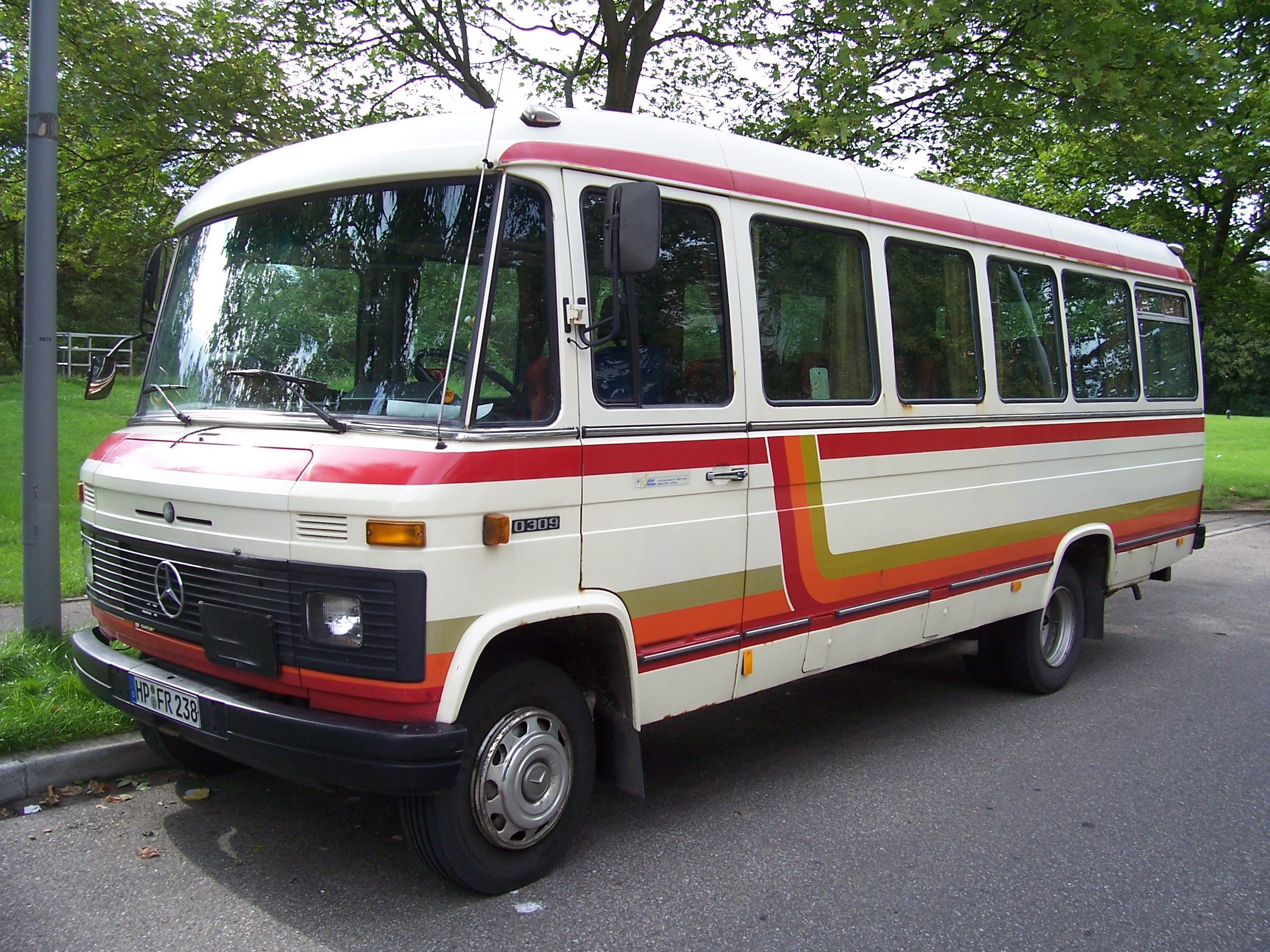
24-місний Mercedes-Benz O309 з механічними розпашними дверима
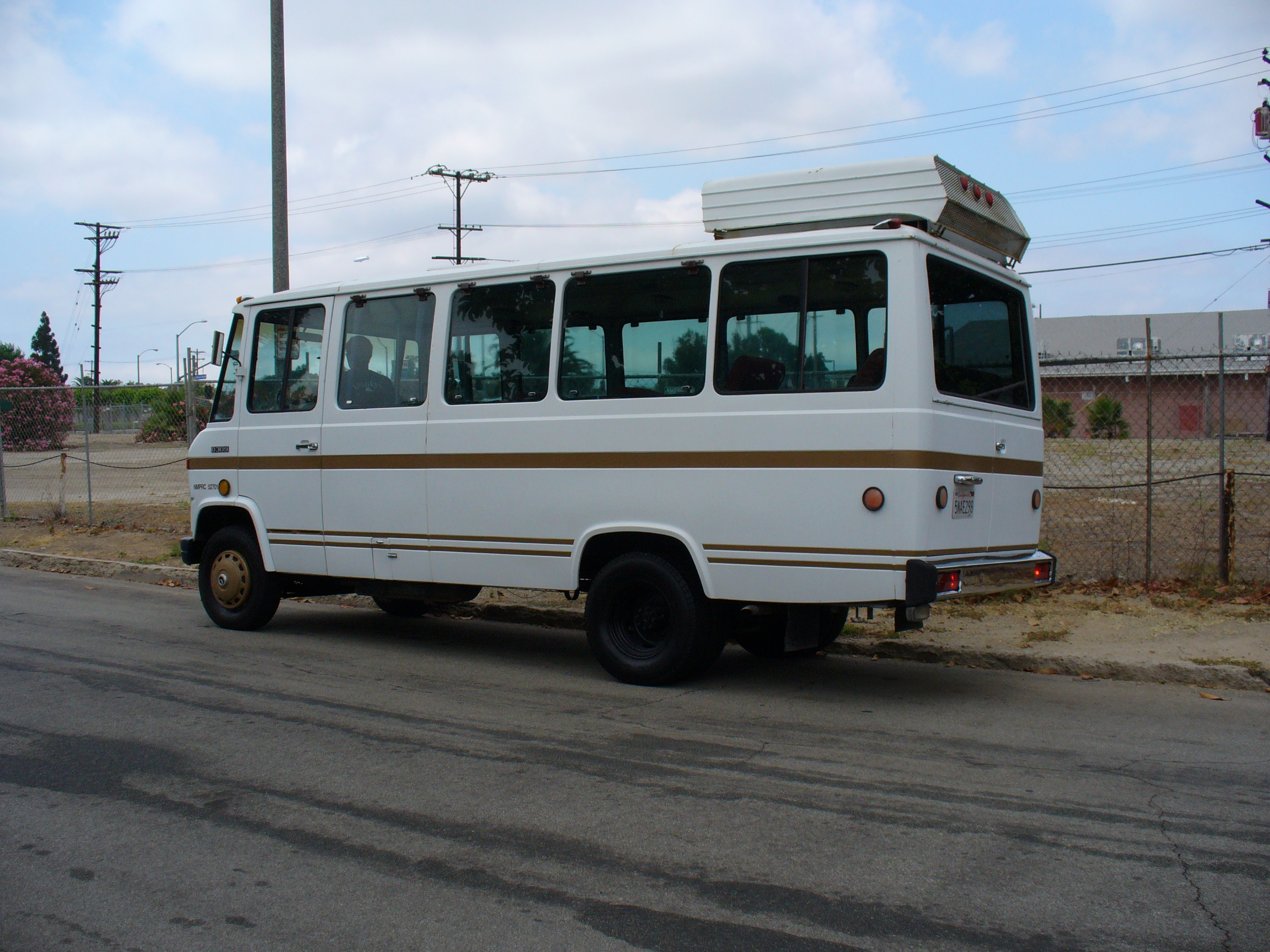
Перше покоління Mercedes-Benz O309 до фейсліфтингу
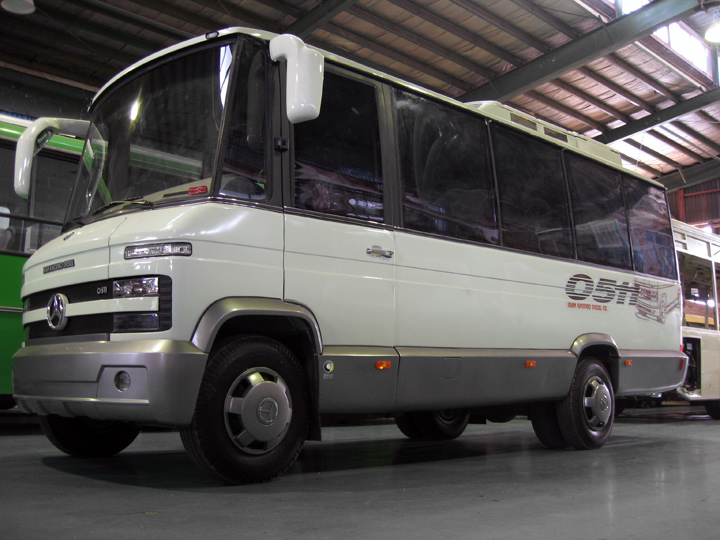
O511